# Far Cry (videohra)
Far Cry je akční PC hra od Ubisoftu vyvinutá studiem Crytek. Byla vydaná v březnu 2004. Běží na vlastním enginu nazvaném CryEngine.

## Příběh
Hlavním hrdinou hry je bývalý voják Jack Carver, který odešel z armády a začal provozovat lodní dopravu v jižním Pacifiku. Jednou si ho najme reportérka Valerie, aby ji odvezl k ruinám staré japonské pevnosti z 2. světové války. Cestou je napadnou žoldnéři, kteří vyhodí Jackovu loď do vzduchu. Jack sice uteče, ale ztratí kontakt s Valerií. Dostane se do ruin staré pevnosti, kde najde vysílačku. Ozve se mu Doyle, který mu začne pomáhat a radit. Jack se vydá Valérií zachránit. Dozví se, že na ostrově, na kterém ztroskotal, dělá tajemný doktor Krieger genetické pokusy na lidech v snaze vytvořit supervojáka. Z jeho pokusů vycházejí mutanti, takzvaní Trigeni. Když se mu podaří Valérii zachránit, prozradí mu, že není reportérka, ale agentka CIA.
Později, po dlouhé a těžké cestě plné útěků, sabotáží a bojů se žoldnéři a mutanty, oznámí Doyle Valerii a Jackovi, že CIA chce, aby s malou atomovou bombou vyhodili do vzduchu laboratoř, kde se vyrábí mutagen. Společně ukradnou bombu a uloží ji v laboratoři. Oběma se podaří na poslední chvíli dostat se včas do bezpečné vzdálenosti, ale ztratí vědomí.
Proberou se na palubě helikoptéry, z které dr. Krieger vyhodí Jacka na území plné mutantů. Za ním ještě posměšně vyhodí pušku s 10 náboji. Jack se musí potichu dostat pryč. Když se dostane do ruin přehrady, zjistí, že on, Valerie i dr. Krieger se nakazili mutagenem a začínají se měnit na Trigeny. Dostane se až do laboratoře v sopce, kde na něho čeká dr. Krieger s Valerií. Když se mu podaří zmutovaného Kriegera zabít, ozve se mu Doyle a oznámí mu, že ho jen využil, aby zabil Kriegera a chystá se mutagen prodat. Jack se ho vydá zastavit.
Přejde přes sopku a po tuhém boji se speciálními komandy a Trigeny se mu podaří těžce zranit Doyla. Doyle ho prosí o milost, ale Jack ho ze zuřivosti zastřelí. Sebere protilátku na mutagen a dá se na útěk, protože sopka začíná vybuchovat a zničí celý ostrov. Na lodi sobě a Valerii vpíchne protijed, oba dva se tak vyléčí a odplouvají z ostrova.

## Zbraňový arzenál
- Mačeta — jediná zbraň určená primárně pro boj zblízka
- Falcon .357 — fiktivní klon pistole Desert Eagle
- Pancor Jackhammer — automatická brokovnice nové generace
- FN P90 — kompaktní samopal moderní konstrukce
- MP5SD — samopal s tlumičem
- Karabina M4 — obyčejná útočná puška
- G36 — útočná puška s přídavným zaměřovačem a závěsným vrhačem granátů
- OICW — moderní útočná puška vybavená zaměřovačem a závěsným vrhačem granátů, který je schopný odpalovat granáty po parabolické dráze letu
- AW50 — odstřelovací puška
- M249 — přenosný lehký kulomet
- Raketomet
- Minomet (Stacionární)
- Minigun — Těžký stacionární kulomet

## Výbava
- Dalekohled — s 24násobným přiblížením vybavený detektorem pohybu kombinovaným s mikrofonem na dálkový odposlech
- Baterka — vhodná na osvětlení tmavých místností
- CryVision — termovize sloužící k odhalení některých druhů nepřátel; disponuje samonabíjecím energetickým zdrojem
- Výbušniny — obyčejná trhavina, která se pokládá na předdefinovaná místa na mapě

## Vozidla
- Plážová bugina — malé, agilní vozidlo vyzbrojené otočným kulometem
- Humvee — těžce vyzbrojené vozidlo
- Nafukovací člun — tichý a rychlý člun vhodný na diverzní akce
- Hlídkový člun — těžce vyzbrojený hlídací člun
- Těžké nákladní auto
- Vysokozdvižný vozík — relativně malý a dobře ovladatelný; použitelný pouze uvnitř budov
- Rogalo — jediný vzdušný přepravní prostředek, který lze ovládat

Nepřátelské síly mají ve výzbroji vrtulníky typu UH-60 Blackhawk a V-22 Osprey a obrněnou přepravní loď. Hráč je však nemůže ovládat.

## Multiplayer
Multiplayer je dostupný ve 3 různých módech:
- FFA (free for all) — získáváte skóre za zabíjení protivníků, jde o mód podobný klasickému deathmatchi
- TDM (team deathmatch) — podobné předchozímu, ale jsou hráči rozděleni do týmů
- Assault — útočící tým musí postupně zajmout 3 nepřátelské základny; bránící tým je musí chránit, dokud nevyprší čas

## Levely
1. Výcvik
2. Letadlová loď
3. Pevnost
4. Molo
5. Laboratoř
6. Les
7. Bunkr
8. Generátor
9. Elektrárna
10. Dispečink
11. Vzpoura
12. Archiv
13. Mrazák
14. Loď
15. Katakomby
16. Řeka
17. Bažiny
18. Továrna
19. Přehrada
20. Sopka